# Gustav-Adolf-Kirche (Leoben)

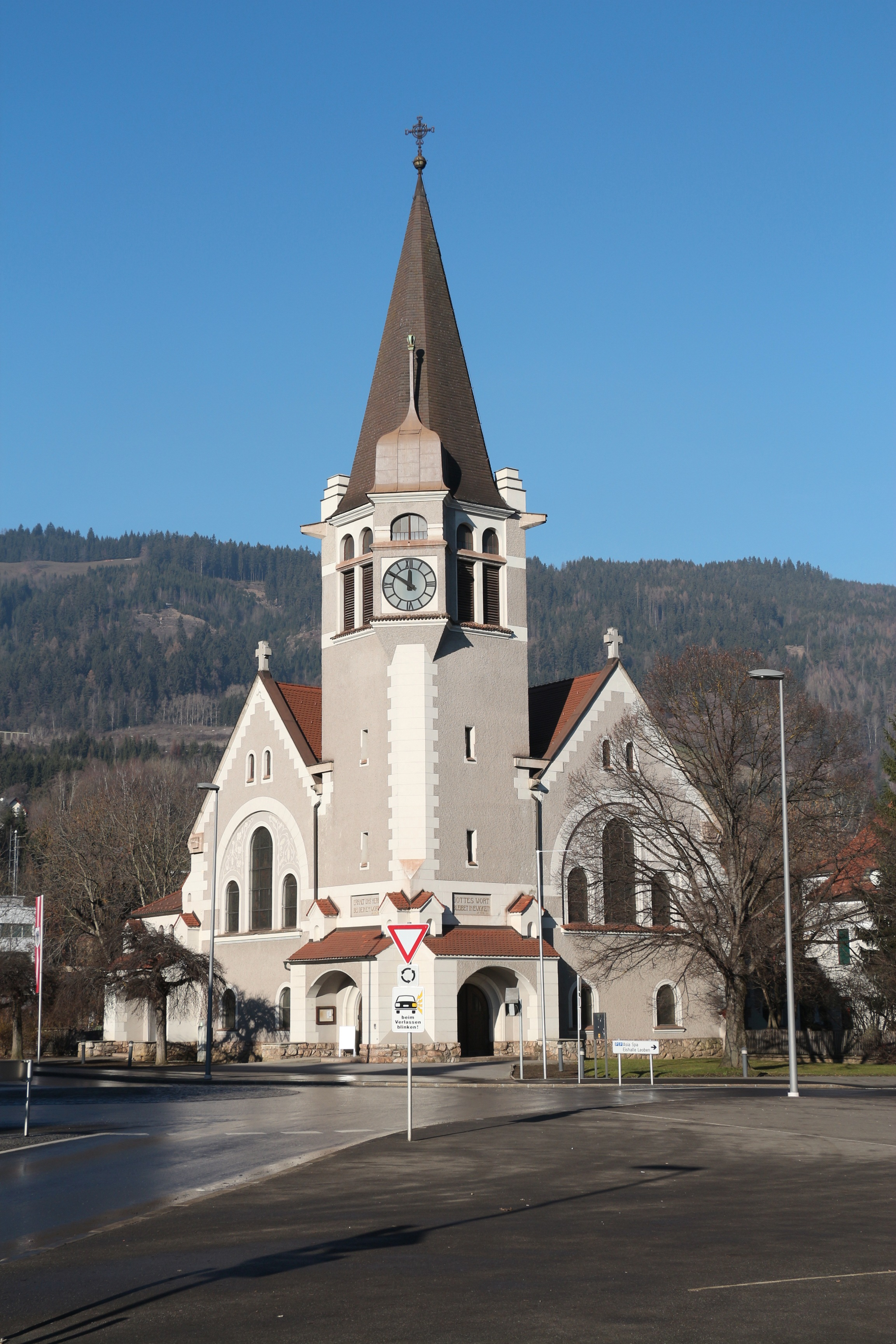
Evangelische Gustav-Adolf-Kirche in Leoben

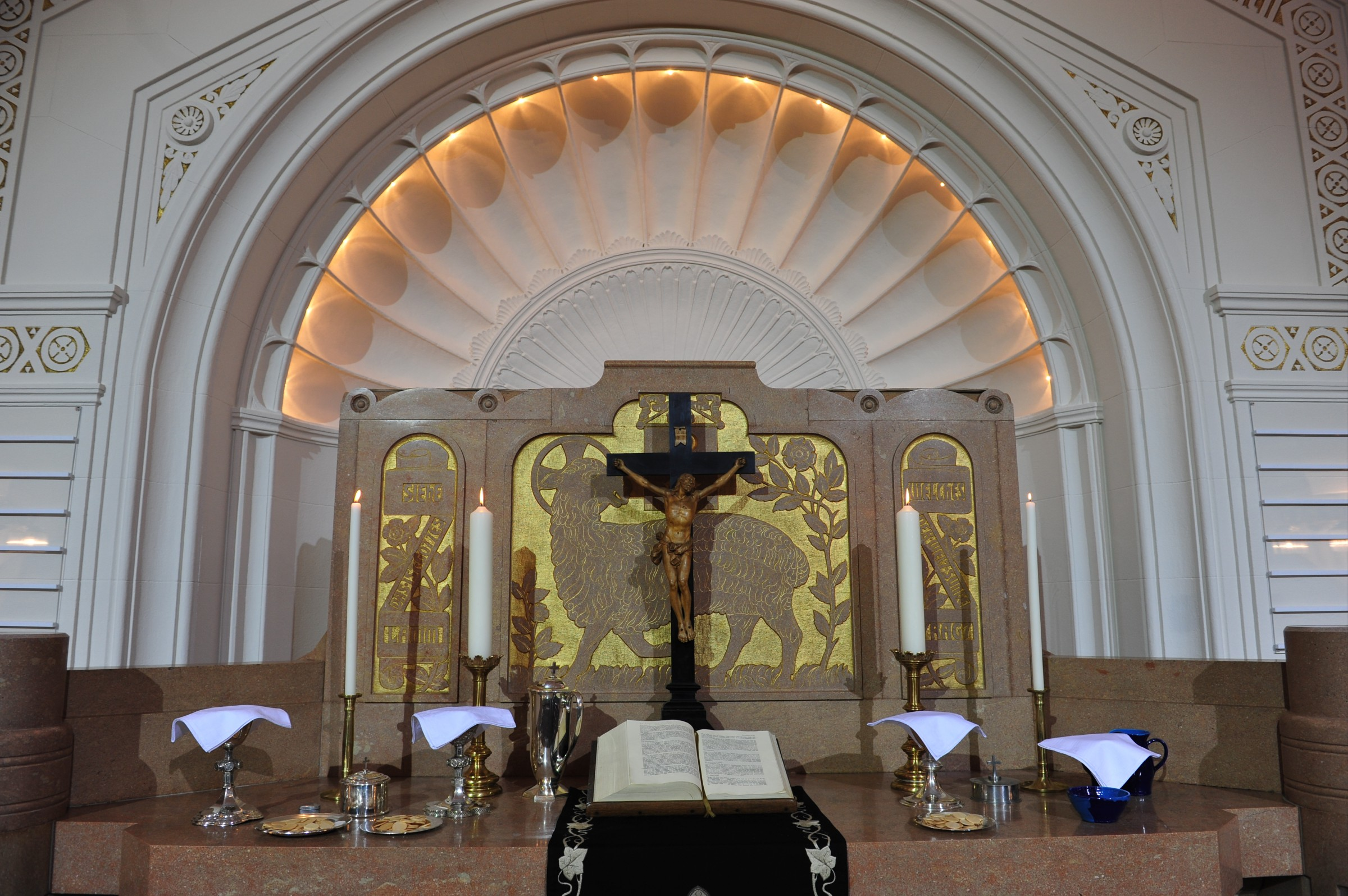
Altar der Gustav-Adolf-Kirche

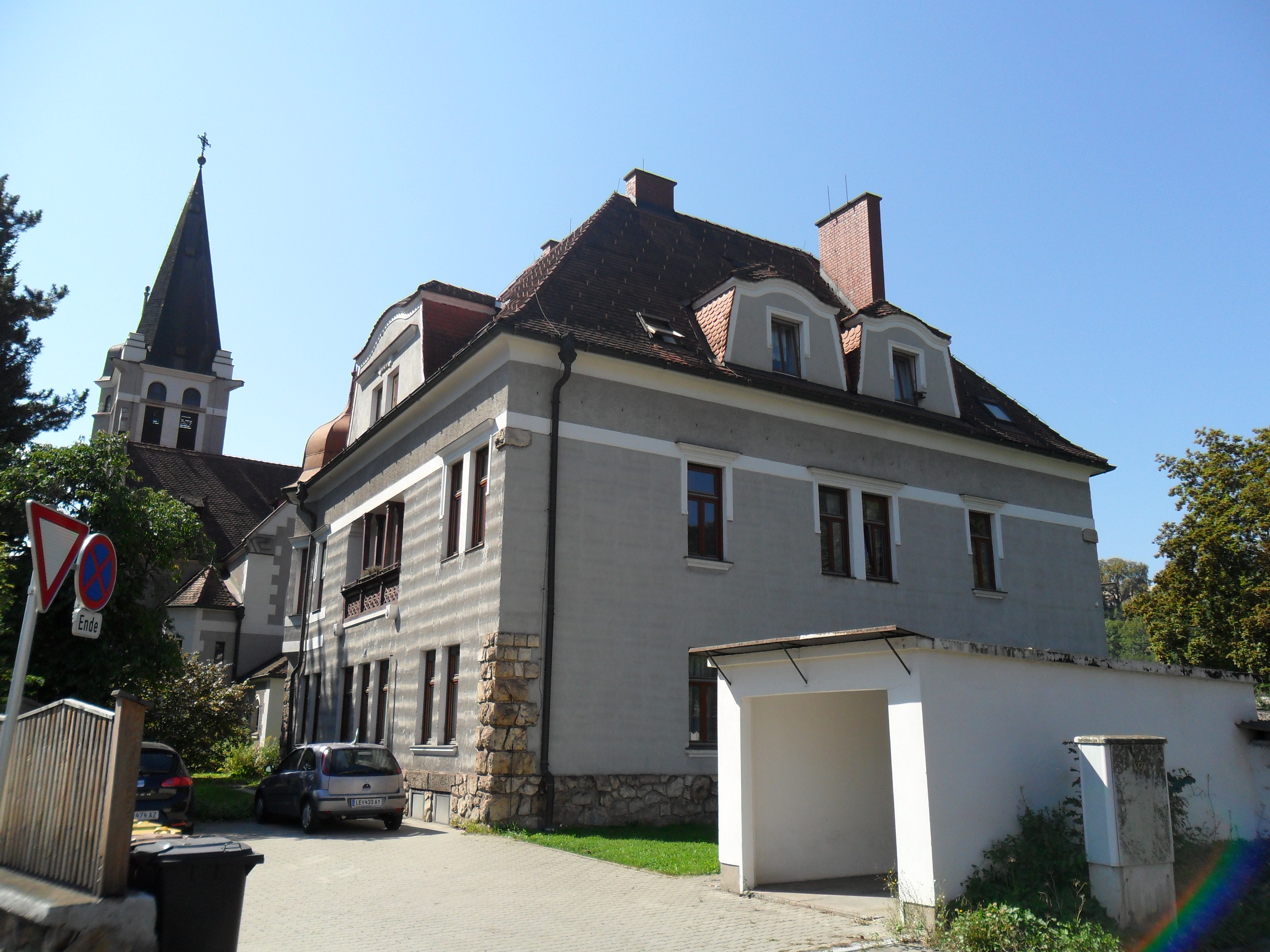
Pfarrhaus

Die Gustav-Adolf-Kirche ist eine evangelisch-lutherische Pfarrkirche in der Stadtgemeinde Leoben im Bezirk Leoben in der Steiermark und gehört zur Evangelischen Superintendentur A. B. Steiermark der Evangelischen Kirche A.B. in Österreich. Die unter Denkmalschutz (Listeneintrag) stehende Kirche befindet sich am Ignaz-Buchmüller-Platz am nördlichen Ende des Stadtviertels Josefee.

## Geschichte
Um die Mitte des 16. Jahrhunderts hatte die Reformation in der Stadt Leoben Fuß gefasst, aber schon 1563 wurde der lutherische Prädikant Franz Schonkle aus Leoben vertrieben. Im Jahre 1581 bekannten sich zwei Drittel der Bürgerschaft von Leoben zur lutherischen Lehre, doch brachte der Einzug der Jesuiten in Leoben und der Bau der Kirche St. Franziskus Xaverius 1613 ein Ende der reformatorischen Bestrebungen. Erst die Verlegung der bergmännischen Lehranstalt nach Leoben im Jahr 1849 und der Zuzug einer teils protestantischen Arbeiterschaft führten wieder zu einem deutlichen Anstieg des evangelischen Bevölkerungsanteils. So wurde 1859 ein evangelischer Friedhof angelegt und 1861 nach Erlass des Protestantenpatents der erste evangelische Gottesdienst im Stift Göss abgehalten, ein erstes Kirchenbauprojekt dieser Zeit konnte jedoch nicht realisiert werden.
1881 wurde in Leoben eine Predigtstelle von Wald am Schoberpaß eingerichtet, die 1889 zur Filialgemeinde und am 26. Mai 1902 im Zuge der Los-von-Rom-Bewegung zur eigenständigen Pfarrei erhoben wurde. Erster Pfarrer wurde Gottlieb Dietrich Höhn, der jedoch aufgrund von Spannungen mit der Gemeinde 1905 sein Amt niederlegte. Unter dem 1905 bis 1945 amtierenden Pfarrer Paul Spanuth entstand 1908 nach einem vorausgegangenen Architekturwettbewerb, ermöglicht durch finanzielle Unterstützung des Gustav-Adolf-Vereins, der heutige Kirchenbau, der am 12. Dezember 1909 geweiht werden konnte.

## Architektur
Der nach den Plänen des Wiener Architekten Clemens Kattner in freien Formen des Historismus errichtete Kirchenbau von Leoben wurde als ein kreuzförmiger, mit Emporen ausgestatteter Zentralbau entworfen. Städtebaulich markantestes Element ist der eingestellte mächtige, von einer Helmpyramide bekrönte Eckturm, der durch die Diagonalstellung der Kirche in der Sichtachse der Franz-Josef-Straße zu stehen kommt. Ganz im Sinne der Bestrebungen des Wiesbadener Programms sind in dem von einem großen Kreuzgratgewölbe überspannten Innenraum Kanzelaltar und Orgelempore übereinander gestellt.
Teil des Ensembles ist das 1908 fertiggestellte Pfarrhaus.

## Ausstattung
Die figürlichen Farbverglasungen aus der Entstehungszeit der Kirche sind von Glasmalereifirma Geyling nach Entwürfen des Malers Paul Scholz angefertigt und zeigen in dem Kreisfenster über der Orgel den segnenden Christus, in dem dreiteiligen Fenster auf der rechten Empore die Kindersegnung Jesu (Mk 10,13–16 ) mit Mutter mit Kind und blumenstreuendem Mädchen. Die übrigen Glasfenster schuf der Glasmaler Erwin Schneider in den Jahren 1959 und 1960, darstellend Auferstehung Jesu Christi, Kreuzabnahme und Emmausjünger auf der linken Empore sowie Paulus, begleitet von Aposteln über dem Eingang.
In der Kirche befindet sich ferner eine Büste Gustav Adolfs II. des Bildhauers Wilhelm Gösser. 

### Orgel
Die Orgel wurde 1909 durch die Orgelbauwerkstatt E. F. Walcker & Cie. mit pneumatischer Traktur erbaut und 1954 durch Brüder Hopferwieser in Graz auf elektropneumatische Traktur umgerüstet sowie 1959 durch Henning Schütz umgestellt. Eine weitere Restaurierung erfolgte 2000/2001 durch Anton Hocker. Das Instrument besitzt die folgende Disposition:
| Hauptwerk C–g3 |              |     |
| 1.             | Bordun       | 16′ |
| 2.             | Principal    | 08′ |
| 3.             | Konzertflöte | 08′ |
| 4.             | Oktave       | 04′ |
| 5.             | Traversflöte | 04′ |
| 6.             | Oktave       | 02′ |
| 7.             | Mixtur III   | 02′ |
| 8.             | Rohrflöte    | 04′ |
| 9.             | Krummhorn    | 08′ |

| Schwellwerk C–g3 |                 |    |
| 10.              | Geigenprinzipal | 8′ |
| 11.              | Liebl. Gedeckt  | 8′ |
| 12.              | Schwebung       | 8′ |
| 13.              | Gedackt         | 4′ |
| 14.              | Prinzipal       | 2′ |
| 15.              | Siffflöte       | 1′ |
| 16.              | Zimbel III      | 1′ |

| Pedal C–f1 |                |     |
| 17.        | Prinzipal      | 16′ |
| 18.        | Subbass        | 16′ |
| 19.        | Gedecktbass    | 08′ |
| 20.        | Liebl. Gedeckt | 04′ |
| 21.        | Bauernflöte    | 02′ |
| 22.        | Dulzian        | 16′ |

- Koppeln: II/I, I/P, II/P, Superoktavkoppel II/I, II Suboktavkoppel II/I